# Gary Boyd Roberts
Gary Boyd Roberts (Houston, 29 settembre 1943) è un genealogista statunitense e Senior Research Scholar della Società di genealogia storica d'Inghilterra (NEHGS).
Ha conseguito un B.A. all'Università di Yale, M.A. all'Università di Chicago, membro all'Università della California (Berkeley)
Ha festeggiato le sue nozze con Margaret Melstrom il 6 settembre 1969 a Cherry Hill, New Jersey.

## Pubblicazioni
Le pubblicazioni di Roberts includono:
Come autore:
- Ancestors of American Presidents (1989, 1995, currently out of print);
- The Royal Descents of 500 Immigrants to the American Colonies or the United States (1993, 2nd and 3rd printings, with addenda, 2001-2002);
- The Royal Descents of 600 Immigrants to the American Colonies or the United States (2004, available from NEHGS and Genealogical Publishing Company),
- Notable Kin, Volume One and Notable Kin, Volume Two (1998, 1999, available from both NEHGS and publisher Carl Boyer 3rd);
- The Best Genealogical Sources in Print: Essays by Gary Boyd Roberts, vol. 1 (2004, available from NEHGS);

In collaborazione con William Addams Reitwiesner:
- American Ancestors and Cousins of The Princess of Wales (1984, fuori stampa dal 1997).

Come editore:
- Genealogies of Connecticut Families, NEHGR (3 volumi, 1983),
- English Origins of New England Families,  NEHGR (2 series, 6 volumi, 1984-85),
- Genealogies of Mayflower Families, NEHGR (3 volumi, 1985),

Mayflower Source Records, NEHGR (1986),
- Genealogies of Rhode Island Families, NEHGR (2 volumi, 1989),
- Massachusetts and Maine Families in the Ancestry of Walter Goodwin Davis (3 volumi, 1996).

Altre:
- Introduction to New England Marriages Prior to 1700 by Clarence Almon Torrey, (1985, several times reprinted with the introduction revised)

| Controllo di autorità | VIAF (EN) 239810831 · ISNI (EN) 0000 0000 2637 5688 · LCCN (EN) n82118991 · GND (DE) 1068074353 |